# Internationale Betrekkingen en Internationale Organisatie
Internationale Betrekkingen en Internationale Organisatie (IB/IO) (Engels: International Relations and International Organization (IRIO)) is een universitaire opleiding van de Rijksuniversiteit Groningen.
IB/IO is een interdisciplinaire opleiding die alleen in Groningen gevolgd kan worden. De problematiek van de internationale betrekkingen wordt vanuit drie invalshoeken benaderd: een politieke, een economisch en een juridische. Een gedegen training in een van de moderne vreemde talen maakt deel uit van het studieprogramma. Docenten bij deze opleiding zijn onder andere, Drs M.I. van Dijk, Dr. N. de Deugd, Drs. M.E. Drent, Dr. G. van Roozendaal, Prof. dr. P.M.E. Volten, Prof. dr. J.H. de Wilde, Mr.Dr. H.H. Voogsgeerd, Prof. dr. H.W. Hoen, Dr. A. van den Assem, Dr. J. Herman en Dr. A.G. Harryvan, Prof.dr J. van der Harst, Dr. M.R. Doortmont, Dr.ir. M.R. Kamminga.
In 2007 is de naam Internationale Organisaties en Internationale Betrekkingen veranderd in Internationale Betrekkingen en Internationale Organisatie.
In oktober 2007 vierde de opleiding haar 4 lustrum met een congres over de Europese benadering van de studie Internationale Betrekkingen (IB). Te gast waren verschillende leidinggevende Europese wetenschappers op het gebied van IB.
 Clio is de studievereniging van de studie en is met meer dan 1100 leden de grootste studievereniging van de Faculteit der Letteren van de Rijksuniversiteit Groningen.